# Fractura de Holstein-Lewis
Una fractura de Holstein-Lewis es una fractura del tercio distal del húmero que resulta en el atrapamiento del nervio radial .

## Anatomia y patología
El nervio radial es uno de los nervios principales de la extremidad superior. Inerva todos los músculos en los compartimentos extensores del brazo. Por lo tanto, la lesión del nervio puede resultar en un déficit funcional significativo para el individuo. Es vulnerable a lesiones con fracturas del eje humeral ya que se encuentra muy cerca del hueso (desciende dentro de la ranura en espiral en la cara posterior del húmero). Los hallazgos característicos después de la lesión serán el resultado de una parálisis del nervio radial (por ejemplo, debilidad de la extensión de la muñeca / dedo y pérdida sensorial sobre el dorso de la mano).
La gran mayoría de las parálisis de los nervios radiales que se producen como resultado de las fracturas del eje humeral son neurapraxias (bloqueo de la conducción nerviosa como resultado de la tracción o compresión del nervio), estas parálisis de los nervios pueden recuperarse durante un período de meses. Una minoría de parálisis se produce como resultado de axonotmesis más significativas (división del axón pero preservación de la vaina nerviosa) o neurotmesis aún más severas (división de la estructura nerviosa completa). Como resultado, es importante hacer un seguimiento cuidadoso de las personas que sufren una lesión de Holstein-Lewis si no hay evidencia de que la función regrese al brazo después de aproximadamente tres meses, es posible que se realicen más investigaciones y posiblemente se requiera una exploración o reparación nerviosa. La excepción a esta regla es si la fractura del húmero requiere una reparación en primera instancia. En ese caso, se debe explorar el nervio al mismo tiempo que se realiza la fijación.

## Epónimo
Lleva el nombre de Arthur Holstein (nacido en 1914) y Gwylim Lewis (1914–2009), cirujanos ortopédicos estadounidenses que lo describieron en 1963.